# نائب رئيس وزراء هولندا
نائب رئيس وزراء هولندا (بالهولندية: Viceminister-president van Nederland)‏، هو نائب رئيس وزراء هولندا. في غياب رئيس وزراء هولندا يتولى النائب مهامه مثل رئاسة مجلس وزراء هولندا ومجلس تداول الوزراء الهولندي. وحسب العرف، فإن كل الشركاء الصغار في الائتلاف لديهم نائب واحد. تم ترتيبهم حسب حجم الأحزاب التي يتبعوها.

## قائمة نواب رئيس وزراء هولندا غير الرسميين
| ناب رئيس الوزراء                                                    | ناب رئيس الوزراء                  | ناب رئيس الوزراء                             | المنصب                                                           | مدة الحزب                     | الحزب                    | رئيس الوزراء (مجلس الوزراء)  |
| ------------------------------------------------------------------- | --------------------------------- | -------------------------------------------- | ---------------------------------------------------------------- | ----------------------------- | ------------------------ | ---------------------------- |
|                                                                     | Jan Heemskerk                     | يان هيمسكيرك (1818–1897)                     | وزير الداخلية                                                    | 1 يونيو 1866 – 4 يونيو 1868   | محافظ مستقل              | يوليوس فان زويلين فان نيجفلت |
|                                                                     | Cornelis Fock                     | كورنيليس فوك (1828–1910)                     | وزير الداخلية                                                    | 4 يونيو 1868 – 4 يناير 1871   | ليبرالي مستقل            | بيتر فيليب فان بوسي          |
|                                                                     | Pieter Philip van Bosse           | بيتر فيليب فان بوسي (1809–1879)              | وزير شؤون المستعمرات                                             | 4 يناير 1871 – 6 يوليو 1872   | ليبرالي مستقل            | يوهان رودولف ثوربيك          |
| وزير الداخلية المؤقت                                                | Pieter Philip van Bosse           | بيتر فيليب فان بوسي (1809–1879)              | 4 يونيو 1872 – 6 يوليو 1872                                      |                               | ليبرالي مستقل            | يوهان رودولف ثوربيك          |
|                                                                     | Isaäc Dignus Fransen van de Putte | إسحاق ديجنوس فرانسين فان دي بوتي (1822–1902) | وزير شؤون المستعمرات                                             | 6 يوليو 1872 – 27 أغسطس 1874  | ليبرالي مستقل            | جيريت دي فريس                |
| وزير البحرية المؤقت                                                 | Isaäc Dignus Fransen van de Putte | إسحاق ديجنوس فرانسين فان دي بوتي (1822–1902) | 18 ديسمبر 1873 – 16 مايو 1874                                    |                               | ليبرالي مستقل            | جيريت دي فريس                |
|                                                                     | Theo van Lynden van Sandenburg    | ثيو فان ليندن فان ساندنبورغ (1826–1885)      | وزير العدل                                                       | 27 أغسطس 1873 – 3 نوفمبر 1877 | ديمقراطي مسيحي مستقل     | جيجسبيرت فان تينهوفن         |
| لا أحد                                                              |                                   |                                              |                                                                  |                               |                          |                              |
|                                                                     | Johannes Tak van Poortvliet       | يوهانس تاك فان بورتفليت (1839–1904)          | وزير الداخلية                                                    | 21 أغسطس 1891 – 9 مايو 1894   | الاتحاد الليبرالي        | جيجسبيرت فان تينهوفن         |
|                                                                     | Samuel van Houten                 | صمويل فان هوتين (1837–1930)                  | وزير الداخلية                                                    | 9 مايو 1894 – 27 يوليو 1897   | ليبرالي مستقل            | جوان رويل                    |
|                                                                     | Hendrik Goeman Borgesius          | هندريك جومان بورجيسوس (1847–1917)            | وزير الداخلية                                                    | 27 يوليو 1897 – 1 أغسطس 1901  | الاتحاد الليبرالي        | نيكولاس بيرسون               |
| لا أحد                                                              |                                   |                                              |                                                                  |                               |                          |                              |
|                                                                     | Theo Heemskerk                    | ثيو هيمسكيرك (1852–1932)                     | وزير العدل                                                       | 9 سبتمبر 1918 – 4 أغسطس 1925  | الحزب المناهض للثورة     | تشارلز رويجس دي بيرينبروك    |
|                                                                     | Dirk Jan de Geer                  | ديرك جان دي جير (1870–1960)                  | وزير المالية                                                     | 4 أغسطس 1925 – 8 مارس 1926    | الاتحاد التاريخي المسيحي | هندريكوس كولين               |
| لا أحد                                                              |                                   |                                              |                                                                  |                               |                          |                              |
|                                                                     | Dirk Jan de Geer                  | ديرك جان دي جير (1870–1960)                  | وزير المالية                                                     | 10 أغسطس 1929 – 26 مايو 1933  | الاتحاد التاريخي المسيحي | تشارلز رويجس دي بيرينبروك    |
|                                                                     | Josef van Schaik                  | جوزيف فان شايك (1882–1962)                   | وزير العدل                                                       | 26 مايو 1933 – 24 يونيو 1937  | حزب الدولة الكاثوليكي    | هندريكوس كولين               |
|                                                                     | Carel Goseling                    | كاريل جوسلينج (1891–1941)                    | وزير العدل                                                       | 24 يونيو 1937 – 25 يوليو 1939 | حزب الدولة الكاثوليكي    | هندريكوس كولين               |
| لا أحد                                                              |                                   |                                              |                                                                  |                               |                          |                              |
|                                                                     | Hendrik van Boeijen               | هندريك فان بويجين (1889–1947)                | وزير الداخلية                                                    | 10 أغسطس 1939 – 3 سبتمبر 1940 | الاتحاد التاريخي المسيحي | ديرك جان دي جير              |
| وزير الداخلية                                                       | Hendrik van Boeijen               | هندريك فان بويجين (1889–1947)                | 3 سبتمبر 1940 – 27 يوليو 1941                                    | بيتر شوردس جيربراندي          | الاتحاد التاريخي المسيحي |                              |
| وزير الشؤون العامة                                                  | Hendrik van Boeijen               | هندريك فان بويجين (1889–1947)                | 3 سبتمبر 1940 – 27 يوليو 1941                                    | بيتر شوردس جيربراندي          | الاتحاد التاريخي المسيحي |                              |
| وزير الدفاع                                                         | Hendrik van Boeijen               | هندريك فان بويجين (1889–1947)                | 12 يونيو 1941 – 27 يوليو 1941                                    | بيتر شوردس جيربراندي          | الاتحاد التاريخي المسيحي |                              |
| وزير الشؤون العامة                                                  | Hendrik van Boeijen               | هندريك فان بويجين (1889–1947)                | 27 يوليو 1941 – 23 فبراير 1945                                   | بيتر شوردس جيربراندي          | الاتحاد التاريخي المسيحي |                              |
| وزير الداخلية                                                       | Hendrik van Boeijen               | هندريك فان بويجين (1889–1947)                | 27 يوليو 1941 –31 مايو 1944 مؤقتا 27 يناير 1945 – 23 فبراير 1945 | بيتر شوردس جيربراندي          | الاتحاد التاريخي المسيحي |                              |
| وزير الحرب                                                          | Hendrik van Boeijen               | هندريك فان بويجين (1889–1947)                | 27 يوليو 1941 – 15 سبتمبر 1942                                   | بيتر شوردس جيربراندي          | الاتحاد التاريخي المسيحي |                              |
| المصدر: Kabinetten 1945-heden Parlement & Politiek باللغة الهولندية |                                   |                                              |                                                                  |                               |                          |                              |

## قائمة بنواب رؤساء وزراء هولندا
| نائب رئيس الوزراء                                                   | نائب رئيس الوزراء                    | نائب رئيس الوزراء                                                     | المنصب | مدة المنصب                      | الحزب                                                                            | رئيس الوزراء (مجلس الوزراء)                                 |
| ------------------------------------------------------------------- | ------------------------------------ | --------------------------------------------------------------------- | --- | ------------------------------- | -------------------------------------------------------------------------------- | ----------------------------------------------------------- |
|                                                                     | Willem Drees                         | ويلم دريس (1886–1988)                                                 | وزير الشؤون الاجتماعية                                                                                         | 24 يونيو 1945 – 7 أغسطس 1948    | حزب العمال الديمقراطي الاجتماعي (1945–1946) حزب العمل الهولندي (1946–1948)       | فيليم شيرمرهورن (حكومة شيرمرهورن ودريس)                     |
|                                                                     | Josef van Schaik                     | جوزيف فان شايك (1882–1962)                                            | وزير بدون حقيبة وزارية                                                                                         | 7 أغسطس 1948 – 15 مارس 1951     | الحزب الكاثوليكي الشعبي                                                          | ويلم دريس (حكومة دريس وفان شايك)                            |
|                                                                     | Frans Teulings                       | فرانس تيولينجز (1891–1966)                                            | وزير بدون حقيبة وزارية                                                                                         | 15 مارس 1951 – 2 سبتمبر 1952    | الحزب الكاثوليكي الشعبي                                                          | ويلم دريس (حكومة دريس الأولى)                               |
|                                                                     | Louis Beel                           | لويس بيل (1902–1977) [استقال]                                         | وزير الداخلية                                                                                                  | 2 سبتمبر 1952 – 7 أكتوبر 1956   | الحزب الكاثوليكي الشعبي                                                          | ويلم دريس (حكومة دريس الثانية)                              |
|                                                                     | Teun Struycken                       | تيون سترويكن (1906–1977)                                              | وزير الداخلية وزير العدل                                                                                       | 13 أكتوبر 1956 – 19 مايو 1959   | الحزب الكاثوليكي الشعبي                                                          | ويلم دريس (حكومة دريس الثالثة) لويس بيل (حكومة بيل الثانية) |
|                                                                     | Henk Korthals                        | هينك كورتالس (1911–1976)                                              | وزير النقل وزير شؤون سورينام وجزر الأنتيل الهولندية                                                            | 19 مايو 1959 – 24 يوليو 1963    | حزب الشعب من أجل الحرية والديمقراطية                                             | جان دي كواي (حكومة دي كواي)                                 |
|                                                                     | Barend Biesheuvel                    | باريند بيشوفيل (1920–2001)                                            | وزير الزراعة والثروة السمكية وزير شؤون سورينام وجزر الأنتيل الهولندية                                          | 24 يوليو 1963 – 14 أبريل 1965   | الحزب المناهض للثورة                                                             | فيكتور مارينين (حكومة مارينين)                              |
|                                                                     | Anne Vondeling · Barend Biesheuvel   | (1) آن فونديلينج (1916–1979) (2) باريند بيشوفيل (1920–2001)           | وزير المالية (فونديلينج) وزير الزراعة والثروة السمكية وزير شؤون سورينام وجزر الأنتيل الهولندية (بيشوفيل)       | 14 أبريل 1965 – 22 نوفمبر 1966  | حزب العمل الهولندي (فونديلينج) الحزب المناهض للثورة (بيشوفيل)                    | جو كالس (حكومة كالس)                                        |
|                                                                     | Jan de Quay · Barend Biesheuvel      | (1) جان دي كواي (1901–1985) (2) باريند بيشوفيل (1920–2001)            | وزير النقل (دي كواي) وزير الزراعة والثروة السمكية وزير شؤون سورينام وجزر الأنتيل الهولندية (بيشوفيل)           | 22 نوفمبر 1966 – 5 أبريل 1967   | الحزب الكاثوليكي الشعبي (كواي) الحزب المناهض للثورة (بيشوفيل)                    | جيلي زيجلسترا (حكومة زيجلسترا)                              |
|                                                                     | Johan Witteveen · Joop Bakker        | (1) جوهان ويتيفين (1921-2019) (2) يوب باكر (1921–2003)                | وزير المالية (ويتيفين) وزير النقل وزير شؤون سورينام وجزر الأنتيل الهولندية (باكر)                              | 5 أبريل 1967 – 6 يوليو 1971     | حزب الشعب من أجل الحرية والديمقراطية (ويتيفين) الحزب المناهض للثورة (باكر)       | بيت دي يونغ (حكومة دي يونغ)                                 |
|                                                                     | Roelof Nelissen · Molly Geertsema    | (1) رويلوف نيليسن (ولد 1931) (2) مولي غيرتشيما (1918–1991)            | وزير المالية (نيليسن) وزير الداخلية (غيرتشيما)                                                                 | 6 يوليو 1971 – 11 مايو 1973     | الحزب الكاثوليكي الشعبي (نيلسين) حزب الشعب من أجل الحرية والديمقراطية (غيرتشيما) | باريند بيشيفيل (حكومة بيشيفيل الأولى • الثانية)             |
|                                                                     | Dries van Agt                        | دريس فان أغت (ولد 1931) [استقال]                                      | وزير العدل | 11 مايو 1973 – 8 سبتمبر 1977    | الحزب الكاثوليكي الشعبي                                                          | یوب دن ييل (وزارة دن ييل ‏)                                  |
|                                                                     | Wilhelm Friedrich de Gaay Fortman    | جايوس دي جاي فورتمان (1911–1997)                                      | وزير الداخلية                                                                                                  | 8 سبتمبر 1977 – 19 ديسمبر 1977  | الحزب المناهض للثورة                                                             | یوب دن ييل (وزارة دن ييل ‏)                                  |
|                                                                     | Hans Wiegel                          | هانز ويجل (ولد 1941)                                                  | وزير الداخلية                                                                                                  | 19 ديسمبر 1977 – 11 سبتمبر 1981 | حزب الشعب من أجل الحرية والديمقراطية                                             | دريس فان أغت (حكومة فان أغت الأولى)                         |
|                                                                     | Joop den Uyl · Jan Terlouw           | (1) یوب دن ييل (1919–1987) [استقال] (2) جان تيرلو (ولد 1931)          | وزير الشؤون الاجتماعية والعمل (دي ييل) وزير شؤون جزر الأنتيل الهولندية (دي ييل) وزير الشئون الإقتصادية (تيرلو) | 11 سبتمبر 1981 – 29 مايو 1982   | حزب العمل الهولندي (دي ييل) الديمقراطيون 66 (تيرلو)                              | دريس فان أغت (حكومة فان أغت الثانية)                        |
|                                                                     | Jan Terlouw                          | جان تيرلو (ولد 1931)                                                  | وزير الشئون الإقتصادية                                                                                         | 29 مايو 1982 – 4 نوفمبر 1982    | الديمقراطيون 66                                                                  | دريس فان أغت (حكومة فان أغت الثالثة)                        |
|                                                                     | Gijs van Aardenne                    | جيجس فان أردين (1930–1995)                                            | وزير الشئون الإقتصادية                                                                                         | 4 نوفمبر 1982 – 14 يوليو 1986   | حزب الشعب من أجل الحرية والديمقراطية                                             | رود لوبرز (حكومة لوبرز الأولى)                              |
|                                                                     | Rudolf de Korte                      | رودولف دي كورت (1936–2020)                                            | وزير الشئون الإقتصادية                                                                                         | 14 يوليو 1986 – 7 نوفمبر 1989   | حزب الشعب من أجل الحرية والديمقراطية                                             | رود لوبرز (حكومة لوبرز الثانية)                             |
|                                                                     | Wim Kok                              | فيم كوك (1938–2020)                                                   | وزير المالية                                                                                                   | 7 نوفمبر 1989 – 22 أغسطس 1994   | حزب العمل الهولندي                                                               | رود لوبرز (حكومة لوبرز الثالثة)                             |
|                                                                     | Hans Dijkstal · Hans van Mierlo      | (1) هانز ديكستال (1943–2010) (2) هانس فان ميرلو (1931–2010)           | وزير الداخلية (دياكستال) وزارة الشؤون الخارجية (فان ميرلو)                                                     | 22 أغسطس 1994 – 3 أغسطس 1998    | حزب الشعب من أجل الحرية والديمقراطية (دياكستال) الديمقراطيون 66 (فان ميرلو)      | فيم كوك (حكومة كوك الأولى)                                  |
|                                                                     | Annemarie Jorritsma · Els Borst      | (1) آن ماري جوريتسما (ولد 1950) (2) إلس بورست (1932–2014)             | وزير الشئون الإقتصادية (جوريتسما) وزير الصحة والرفاهية والرياضة (بورست)                                        | 3 أغسطس 1998 – 22 يوليو 2002    | حزب الشعب من أجل الحرية والديمقراطية (جوريتسما) الديمقراطيون 66 (بورست)          | فيم كوك (حكومة كوك الثانية)                                 |
|                                                                     | Eduard Bomhoff · Johan Remkes        | (1) إدوارد بومهوف (ولد 1944) [استقال] (2) يوهان ريمكس (ولد 1951)      | وزير الصحة والرفاهية والرياضة (بومهوف) وزير الداخلية (ريمكس)                                                   | 22 يوليو 2002 – 16 أكتوبر 2002  | قائمة بيم فورتاين (بوههوف) حزب الشعب من أجل الحرية والديمقراطية (ريمكس)          | يان بيتر بالكنإنده (حكومة بالكنإنده الأولى)                 |
|                                                                     | Johan Remkes                         | يوهان ريمكس (ولد 1951)                                                | وزير الداخلية                                                                                                  | 16 أكتوبر 2002 – 18 أكتوبر 2002 | حزب الشعب من أجل الحرية والديمقراطية                                             | يان بيتر بالكنإنده (حكومة بالكنإنده الأولى)                 |
|                                                                     | Johan Remkes                         | (1) يوهان ريمكس (ولد 1951) (2) رويلف دي بوير (ولد 1949)               | وزير الداخلية (ريمكس) وزير النقل والماء (دي بوير)                                                              | 18 أكتوبر 2002 – 27 مايو 2003   | حزب الشعب من أجل الحرية والديمقراطية (ريمكس) قائمة بيم فورتاين (دي بوير)         | يان بيتر بالكنإنده (حكومة بالكنإنده الأولى)                 |
|                                                                     | Gerrit Zalm · Thom de Graaf          | (1) جيريت زالم (ولد 1952) (2) ثوم دي غراف (ولد 1957) [استقال]         | وزير المالية (زالم) وزير الداخلية (دي غراف)                                                                    | 27 مايو 2003 – 23 مارس 2005     | حزب الشعب من أجل الحرية والديمقراطية (زالم) الديمقراطيون 66 (دي غراف)            | يان بيتر بالكنإنده (حكومة بالكنإنده الثانية)                |
|                                                                     | Gerrit Zalm                          | جيريت زالم (ولد 1952)                                                 | وزير المالية                                                                                                   | 23 مارس 2005 – 31 مارس 2005     | حزب الشعب من أجل الحرية والديمقراطية                                             | يان بيتر بالكنإنده (حكومة بالكنإنده الثانية)                |
|                                                                     | Gerrit Zalm · Laurens Jan Brinkhorst | (1) جيريت زالم (ولد 1952) (2) لورنس جان برينخورست (ولد 1937) [استقال] | وزير المالية (زام) وزير الشئون الاقتصادية (برينخورست)                                                          | 31 مارس 2005 – 3 يوليو 2006     | حزب الشعب من أجل الحرية والديمقراطية (زالم) الديمقراطيون 66 (برينخورست)          | يان بيتر بالكنإنده (حكومة بالكنإنده الثانية)                |
|                                                                     | Gerrit Zalm                          | جيريت زالم (ولد 1952)                                                 | وزير المالية                                                                                                   | 3 يوليو 2006 – 22 فبراير 2007   | حزب الشعب من أجل الحرية والديمقراطية                                             | يان بيتر بالكنإنده (حكومة بالكنإنده الثالثة)                |
|                                                                     | Wouter Bos · André Rouvoet           | (1) ووتر بوس (ولد 1963) [استقال] (2) أندريه روفويت (ولد 1962)         | وزير المالية (بوس) وزير الشباب (روفويت)                                                                        | 22 فبراير 2007 – 23 فبراير 2010 | حزب العمل الهولندي (بوس) الاتحاد المسيحي (روفويت)                                | يان بيتر بالكنإنده (حكومة بالكنإنده الرابعة)                |
|                                                                     | André Rouvoet                        | أندريه روفويت (ولد 1962)                                              | وزير الشباب وزارة التعليم والثقافة والعلوم                                                                     | 23 فبراير 2010 – 14 أكتوبر 2010 | الاتحاد المسيحي                                                                  | يان بيتر بالكنإنده (حكومة بالكنإنده الرابعة)                |
|                                                                     |                                      | ماكسيم فيرهاغن (ولد 1956)                                             | وزير الشئون الاقتصادية                                                                                         | 14 أكتوبر 2010 – 5 نوفمبر 2012  | حزب النداء الديمقراطي المسيحي                                                    | مارك روته (حكومة روته الأولى)                               |
|                                                                     | Lodewijk Asscher                     | لودافايك أشر (ولد 1974)                                               | وزير الشؤون الاجتماعية والعمل                                                                                  | 5 نوفمبر 2012 – 26 أكتوبر 2017  | حزب العمل الهولندي                                                               | مارك روته (وزارة روته الثانية)                              |
|                                                                     | Hugo De Jonge                        | هوغو دي يونغ (ولد 1977)(1)                                            | وزير الصحة والرفاهية والرياضة                                                                                  | 26 أكتوبر 2017 – شاغل للمنصب    | النداء الديمقراطي المسيحي                                                        | مارك روته (حكومة روته الثالثة)                              |
|                                                                     | Kajsa Ollongren                      | كاجسا أولونغرن (ولدت 1967)(2) [غادرت]                                 | وزير الداخلية                                                                                                  | 26 أكتوبر 2017 – 1 نوفمبر 2019  | الديمقراطيون 66                                                                  | مارك روته (حكومة روته الثالثة)                              |
| 14 مايو 2020 – شاغل للمنصب                                          | Kajsa Ollongren                      | كاجسا أولونغرن (ولدت 1967)(2) [غادرت]                                 | وزير الداخلية                                                                                                  |                                 | الديمقراطيون 66                                                                  | مارك روته (حكومة روته الثالثة)                              |
|                                                                     | Carola Schouten                      | كارولا شوتن (ولدت 1977)(3)                                            | وزير الزراعة والطبيعة وجودة الغذاء                                                                             | 26 أكتوبر 2017 – شاغل للمنصب    | الاتحاد المسيحي                                                                  | مارك روته (حكومة روته الثالثة)                              |
|                                                                     | Wouter Koolmees                      | ووتر كولميس (ولد 1977)(4) [بالوكالة]                                  | وزير الشؤون الاجتماعية والعمل                                                                                  | 1 نوفمبر 2019 – 14 مايو 2020    | الديمقراطيون 66                                                                  | مارك روته (حكومة روته الثالثة)                              |
| المصدر: Kabinetten 1945-heden Parlement & Politiek باللغة الهولندية |                                      |                                                                       | |                                 |                                                                                  |                                                             |

### نواب رؤساء وزراء هولندا مازالوا على قيد الحياة
| نائب رئيس الوزراء    | فترة المنصب | العمر |
| -------------------- | ----------- | ----- |
| دريس فان أغت         | 1973–1977   |       |
| هانس ويجيل           | 1977–1981   |       |
| جان تيرلوو           | 1981–1982   |       |
| آنماري يوريتسما      | 1998–2002   |       |
| إدوارد بومهوف        | 2002        |       |
| يوهان ريمكس          | 2002-2003   |       |
| رولف دي بوير         | 2002–2003   |       |
| جيريت زالم           | 2003–2007   |       |
| ثوم دي غراف          | 2003–2005   |       |
| لورينز جان برينكورست | 2005–2006   |       |
| ووتر بوس             | 2007–2010   |       |
| أندريه روفويت        | 2007–2010   |       |
| مكسيم فيرهاخن        | 2010–2012   |       |
| لودافايك أشر         | 2012–2017   |       |
| ووتر كولميس          | 2019–2020   |       |

### نواب رؤساء وزراء هولندا حسب طول مدة المنصب
| المرتبة | نائب رئيس الوزراء    | الحزب                                                             | فترة المنصب | المدة الزمنية     |
| ------- | -------------------- | ----------------------------------------------------------------- | ----------- | ----------------- |
| 1       | لودافايك أشر         | حزب العمل                                                         | 2012–2017   | 4 سنوات و355 أيام |
| 2       | فيم كوك              | حزب العمل                                                         | 1989–1994   | 4 سنوات و288 أيام |
| 3       | دريس فان أغت         | الحزب الكاثوليكي الشعبي                                           | 1973–1977   | 4 سنوات و120 أيام |
| 4       | يوهان فيتيفين        | حزب الشعب من أجل الحرية والديمقراطية                              | 1967–1971   | 4 سنوات و92 أيام  |
| 4       | يوب باكر             | الحزب المناهض للثورة                                              | 1967–1971   | 4 سنوات و92 أيام  |
| 5       | هينك كورثالس         | حزب الشعب من أجل الحرية والديمقراطية                              | 1959–1963   | 4 سنوات و66 أيام  |
| 6       | لويس بيل             | الحزب الكاثوليكي الشعبي                                           | 1952–1956   | 4 سنوات و41 أيام  |
| 7       | آنماري يوريتسما      | حزب الشعب من أجل الحرية والديمقراطية                              | 1998–2002   | 3 سنوات و353 أيام |
| 7       | إلس بورست            | الديمقراطيون 66                                                   | 1998–2002   | 3 سنوات و353 أيام |
| 8       | هانس دياكستال        | حزب الشعب من أجل الحرية والديمقراطية                              | 1994–1998   | 3 سنوات و346 أيام |
| 8       | هانس فان ميرلو       | الديمقراطيون 66                                                   | 1994–1998   | 3 سنوات و346 أيام |
| 9       | هوغو دي يونغ         | حزب النداء الديمقراطي المسيحي                                     | 2017–حاليًا  | 7 سنوات و171 أيام |
| 9       | كارولا شوتن          | الاتحاد المسيحي                                                   | 2017–حاليًا  | 7 سنوات و171 أيام |
| 10      | جيريت زالم           | حزب الشعب من أجل الحرية والديمقراطية                              | 2003–2007   | 3 سنوات و271 أيام |
| 11      | هانس ويجيل           | حزب الشعب من أجل الحرية والديمقراطية                              | 1977–1981   | 3 سنوات و266 أيام |
| 12      | بارند بيشوفيل        | الحزب المناهض للثورة                                              | 1963–1967   | 3 سنوات و255 أيام |
| 13      | بارند بيشوفيل        | حزب الشعب من أجل الحرية والديمقراطية                              | 1982–1986   | 3 سنوات و252 أيام |
| 14      | أندريه روفويت        | الاتحاد المسيحي                                                   | 2007–2010   | 3 سنوات و234 أيام |
| 15      | كاجسا أولونغرن       | الديمقراطيون 66                                                   | 2017–2019   | 6 سنوات و342 أيام |
| 15      | كاجسا أولونغرن       | الديمقراطيون 66                                                   | 2020–حاليًا  | 6 سنوات و342 أيام |
| 16      | رودولف دي كورت       | حزب الشعب من أجل الحرية والديمقراطية                              | 1986–1989   | 3 سنوات و116 أيام |
| 17      | ويلم دريس            | حزب العمال الديمقراطي الاجتماعي (1945–1946) حزب العمل (1946–1948) | 1945–1948   | 3 سنوات و44 أيام  |
| 18      | ووتر بوس             | حزب العمل                                                         | 2007–2010   | 3 سنوات و1 يوم    |
| 19      | جوزيف فان شايك       | الحزب الكاثوليكي الشعبي                                           | 1948–1951   | 2 سنوات و220 أيام |
| 20      | تيون سترييسكين       | الحزب الكاثوليكي الشعبي                                           | 1956–1959   | 2 سنوات و218 أيام |
| 21      | مكسيم فيرهاخن        | حزب النداء الديمقراطي المسيحي                                     | 2010–2012   | 2 سنوات و22 أيام  |
| 22      | رولوف نيليسن         | الحزب الكاثوليكي الشعبي                                           | 1971–1973   | 1 سنة و309 أيام   |
| 22      | مولي جيرتسيما        | حزب الشعب من أجل الحرية والديمقراطية                              | 1971–1973   | 1 سنة و309 أيام   |
| 23      | ثوم دي غراف          | الديمقراطيون 66                                                   | 2003–2005   | 1 سنة و302 أيام   |
| 24      | آن فونديلينغ         | حزب العمل                                                         | 1965–1966   | 1 سنة و222 أيام   |
| 25      | فرانس تيولينغس       | الحزب الكاثوليكي الشعبي                                           | 1951–1952   | 1 سنة و171 أيام   |
| 26      | لورنس جان برينخورست  | الديمقراطيون 66                                                   | 2005–2006   | 1 سنة و94 أيام    |
| 27      | جان تيرلوو           | الديمقراطيون 66                                                   | 1981–1982   | 1 سنة و54 أيام    |
| 28      | يوهان ريمكس          | حزب الشعب من أجل الحرية والديمقراطية                              | 2002–2003   | 309 أيام          |
| 29      | يوب دن إل            | حزب العمل                                                         | 1981–1982   | 260 أيام          |
| 30      | رولف دي بوير         | قائمة بيم فورتاين                                                 | 2002–2003   | 221 أيام          |
| 31      | ووتر كولميس          | الديمقراطيون 66                                                   | 2019–2020   | 195 أيام          |
| 32      | جان دي كواي          | الحزب الكاثوليكي الشعبي                                           | 1966–1967   | 134 أيام          |
| 33      | جايوس دي جاي فورتمان | الحزب المناهض للثورة                                              | 1977        | 102 أيام          |
| 34      | إدوارد بومهوف        | قائمة بيم فورتاين                                                 | 2002        | 86 أيام           |

### هوامش
- «1»: نائب رئيس وزراء هولندا الأول
- «2»: نائب رئيس وزراء هولندا الثاني
- «3»: نائب رئيس وزراء هولندا الثالث
- «4»: نائب رئيس وزراء هولندا الثاني